# Jean Evrard Kouassi
Jean Evrard Kouassi (N'Damien, 25. rujna 1994.) nogometaš je iz Obale Bjelokosti koji igra na poziciji krila. Trenutačno igra za katarski klub Umm Salal.

## Nogometna karijera
Svoj nogometni put Jean započinje 2004. godine u mlađim kategorijama Jeunessea, a nastavlja 2011. godine u Moossou.
U Europi dolazi sa 16 godina i ide na probu u njemačkog prvoligaša Hoffenheim gdje prolazi, ali ne uspijeva riješiti dokumente. Poslije Njemačke odlazi na probu u Club Brugge, a kasnije i u Monaco. U klubu iz kneževine dobiva priliku ostati, ali tada ga i poziva splitski Hajduk. U Hajduku zadovoljava na probi, u prijateljskim utakmicama postaje miljenik navijača splitskog kluba. Službeno za Hajduk potpisuje 20. siječnja 2013. Svoje prve minute upisuje u prvenstvenom ogledu protiv Slaven Belupa ušavši u 85. minuti kao zamjena za Ivana Vukovića i ubrzo postaje neizostavan član prve jedanaestorice. Svoj prvijenac u bijelom dresu u HNL-u (poslije 4 pogotka na pripremama) postiže 21. travnja protiv Slaven Belupa. Ujedno je to i 4000. gol Hajduka u prvenstvenim utakmicama od osnutka 13. veljače 1911. godine pa se tako Jean zauvijek upisuje u klupsku povijest. Do kraja prvenstva zabija još u porazu od Splita na premijeri trenera Igora Tudora. Navijače je zadivio golom i asistencijom u prvoj utakmici finala kupa protiv Lokomotive.
Godine 2015. u transferu vrijednom 2.5 milijuna eura odlazi iz Hajduka u kineski Shanghai SIPG.
Statistika u Hajduku
| Natjecanje        | Nastupi | Zgoditci |
| ----------------- | ------- | -------- |
| Prvenstvo         | 59      | 13       |
| Kup               | 10      | 4        |
| Superkup          | 1       | 0        |
| Međunarodne       | 8       | 1        |
| Splitski podsavez | 0       | 0        |
| Ukupno            | 78      | 18       |
| Prijateljske      | 29      | 12       |
| Sveukupno         | 107     | 30       |

## Klupski uspjesi
HNK Hajduk Split
- Hrvatski nogometni kup (1): 2012./13.

Trabzonspor
- Süper Lig (1): 2021./22.
- Turski nogometni superkup (1): 2022./23.

## Vanjske poveznice
- Službena stranica
- Jean Evrard Kouassi na transfermarkt.com
- Jean Evrard Kouassi na int.soccerway.com